# Pallenopsis schmitti
Pallenopsis schmitti is een zeespin uit de familie Pallenopsidae. De soort behoort tot het geslacht Pallenopsis. Pallenopsis schmitti werd in 1943 voor het eerst wetenschappelijk beschreven door Hedgpeth. 